# Horst Gnas
Horst Gnas (Dessau, 3 de septiembre de 1941) es un deportista alemán que compitió para la RFA en ciclismo en la modalidad de pista, especialista en la prueba de medio fondo.
Ganó  medallas en el Campeonato Mundial de Ciclismo en Pista entre los años 1970 y 1973.

## Medallero internacional
| Campeonato Mundial | Campeonato Mundial      | Campeonato Mundial | Campeonato Mundial |
| Año                | Lugar                   | Medalla            | Competición        |
| ------------------ | ----------------------- | ------------------ | ------------------ |
| 1970               | Leicester (Reino Unido) | Medalla de plata   | Medio fondo (A)    |
| 1971               | Varese (Italia)         | Medalla de oro     | Medio fondo (A)    |
| 1972               | Marsella (Francia)      | Medalla de oro     | Medio fondo (A)    |
| 1973               | San Sebastián (España)  | Medalla de oro     | Medio fondo (A)    |